# Adalberto de Samaria
Adalberto de Samaria (latín: Adalbertus Samaritanus; también Albertus Samaritanus; Bolonia, finales del siglo XI - probablemente antes de 1150) fue un escritor italiano, el primer magister de ars dictandi de la Universidad de Bolonia que puede identificarse con cierta certeza.

## Biografía
Hugo de Bolonia habla de él como adulto en sus Rationes dictandi, escritas entre 1119 y 1124. En este pasaje, Hugo acusa a Adalberto de subvertir la tradición de Alberico de Montecasino en su enseñanza de las Ars dictandi. Adalberto fue el primer autor medieval que publicó un libro de texto sobre Ars dictandi, que fue diseñado específicamente, según el autor, para "los sabios y poderosos de este mundo". Aparte de su ascendencia de la familia Samaritani de Bolonia, poco se sabe de su vida. Su actividad como profesor de retórica en una escuela para ciudadanos que no pertenecían al clero puede situarse en la primera mitad del siglo XII.

## Obra
Se le atribuyen los Precepta dictaminum, escritos por insistencia de uno de sus alumnos cuya fecha de composición, obtenida de elementos internos, debe estar entre los años 1111 y 1118, y el tratado De dictamine. Además de las instrucciones generales para la composición del estilo epistolar, que también se refieren a los documentos, contienen un apéndice con veinte cartas modelo, entre ellas las del emperador Enrique V del Sacro Imperio Romano Germánico y los papas Pascual II y Gregorio Magno. Adalberto va más allá de las enseñanzas retóricas de Alberico de Montecasino, de las que difiere claramente, pero que utiliza a menudo.

## Edición
- Franz-Josef Schmale: Adalbertus Samaritanus. Praecepta dictaminum. Weimar 1961 (MGH Quellen zur Geistesgeschichte des Mittelalters 3) Digitalizado.